# Mandel (rivier)

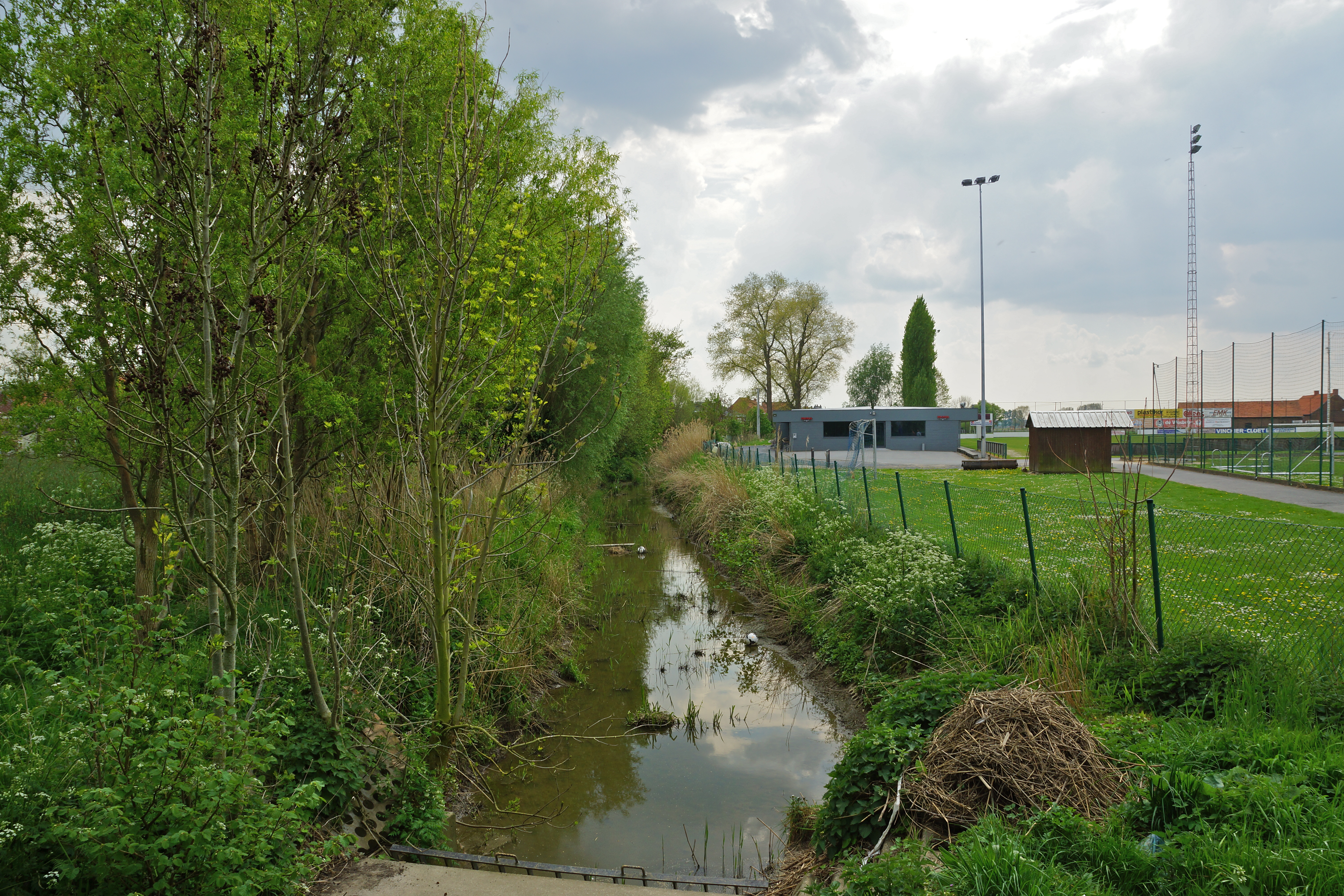
De Mandel in Oostnieuwkerke

De Mandel is een bijrivier van de Leie in het bekken van de Schelde. Al in het jaar 791 werd de rivier in de annalen van de Gentse Sint-Pietersabdij genoemd als de Mandra. Tot in de 17de eeuw was zij van enig belang voor de scheepvaart met kleine boten. Toen er nog niet echt sprake was van milieubewustzijn, heeft de rivier veel te lijden gehad van de industrialisering, verstedelijking en intensieve landbouw in de vruchtbare Mandelvallei. Nu wordt reeds geruime tijd gestreefd naar zo zuiver mogelijke waterlopen, wat een volgehouden inspanning vergt en dus een werk van lange adem is.
De Mandel ontspringt in de omgeving van Passendale en Westrozebeke. De Oude Mandelbeek is een zijbeek van de Mandel. De Mandel doorkruist drie West-Vlaamse arrondissementen namelijk het arrondissement Ieper met de zopas genoemde Mandelbron, Roeselare en Tielt waar de rivier te Sint-Baafs-Vijve op de grens tussen West- en Oost-Vlaanderen uitmondt in de Leie. Historisch heeft de loop van de Mandel zich verschillende malen verlegd.
De Mandelvallei strekt zich dus uit over een behoorlijk uitgebreid gebied, waarvan het oorspronkelijke natuurlijke karakter nog enigszins herkenbaar is in de plattelandsgemeenten tussen de steden Ieper en Tielt. Dit karakter is echter bijna volledig uit het zicht verdwenen nabij Roeselare en Izegem, waar de rivier veelal ondergronds wordt geleid doorheen de bedrijvenzone "Mandeldal" en verschillende woonwijken. De Mandel werd in 1979 ingekokerd. De geurhinder die de waterloop verspreidde, maakte het leven eromheen onaangenaam. De Mandel was een open riool geworden, dat best aan het oog werd onttrokken. Lange tijd was deze waterweg nochtans dominant aanwezig in het landschap; in een ver verleden werd de Mandel zelfs intensief gebruikt om het vlas te roten. De rivier verloor echter haar economische functie, mede door het verdwijnen van het intensief vlasboeren in België, maar ook door het verdwijnen van kleine binnenwaterschepen: zij verdween letterlijk uit het zicht. Onder deze overkoepeling baant de Mandel zich een weg ergens tussen het Roeselaarse en Izegemse rioleernetwerk en komt ter hoogte van Emelgem terug bovengronds. Ze volgt grotendeels het kanaal te Ingelmunster, vanaf Oostrozebeke vloeit ze weer door de landerijen.
De meting van de lengte met de Vlaamse Hydrografische Atlas heeft een resultaat van 39,5 km.
De Mandel- en Leievallei zijn van elkaar gescheiden door een heuvelrug bij de stad Harelbeke. De Mandeldal-fietsroute heeft als hoogste punt de Poelberg nabij Tielt en verkent de ruime omgeving van deze provinciestad.
In oktober 2020 raakten de Mandel en een deel van de Leie ernstig vervuild bij een brand in een metaalverwerkend bedrijf in Roeselare. Bij de bluswerken stroomde vervuild bluswater in de riolering en kwam zo uiteindelijk in het rivierwater terecht. Uit metingen bleek dat het vervuilde rivierwater een concentratie van 1400 µg/l van de giftige stof chroom-6 bevatte, bijna 300 keer meer dan de toegelaten 5 µg/l. Na de afkondiging van het provinciaal rampenplan voor het incident werd de Civiele Bescherming ingeschakeld om het vervuilde water op te pompen. De gouverneurs van West-Vlaanderen en Oost-Vlaanderen kondigden ook een tijdelijk verbod af om water uit de getroffen rivierdelen te gebruiken.